# كيونغ سن شين
كيونغ سن شين هو لاعب كاراتيه كوري جنوبي، ولد في 1933.